# الحد الأدنى للضجيج

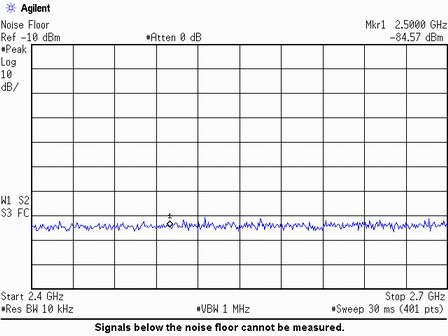
قياس من محلل طيف يبين الحد الأدنى للضجيج.

في نظرية الإشارة، يكون الحد الأدنى للضجيج هو قياس الإشارة التي تم إنشاؤها من مجموع جميع مصادر الضجيج والإشارات غير المرغوب فيها داخل نظام القياس، حيث يتم تعريف الضوضاء على أنها أي إشارة بخلاف تلك التي تتم مراقبتها.
في الاتصالات اللاسلكية والإلكترونيات، قد يشمل ذلك الضجيج الحراري والجسم الأسود والضجيج الكوني وكذلك الضجيج الجوي من العواصف الرعدية البعيدة وأي إشارات أخرى غير مرغوب فيها من صنع الإنسان، يشار إليها أحيانًا باسم الضجيج العرضي. إذا تم إنشاء الضجيج السائد داخل جهاز القياس (على سبيل المثال بواسطة جهاز استقبال به ضجيج ضعيف)، فهذا مثال على ضجيج الأجهزة، على عكس الضجيج المادي. لا يتم تعريف هذه المصطلحات دائمًا بوضوح، ويتم الخلط بينها في بعض الأحيان.
تجنب التداخل بين الأنظمة الكهربائية هو الموضوع المميز للتوافق الكهرومغناطيسي (EMC).